# Gialli Italiani Mondadori
GIM, Gialli Italiani Mondadori è una collana mensile di ristampe di gialli italiani pubblicata dall'editore Arnaldo Mondadori dal 1977 al 1978.

## Elenco per numero
| N. | Titolo italiano                | Autore                | Pubblicazione GIM | Prima pubblicazione |
| -- | ------------------------------ | --------------------- | ----------------- | ------------------- |
| 1  | Il Sette Bello                 | Alessandro Varaldo    | 29 marzo 1977     | 1931                |
| 2  | La Crociera del Colorado       | Alessandro De Stefani | 26 aprile 1977    | 1932                |
| 3  | Quaranta milioni               | Arturo Lanocita       | 31 maggio 1977    | 1932                |
| 4  | Sei giorni di preavviso        | Giorgio Scerbanenco   | 28 giugno 1977    | 1940                |
| 5  | Le scarpette rosse             | Alessandro Varaldo    | 26 luglio 1977    | 1931                |
| 6  | L'uomo dai piedi di fauno      | Vasco Mariotti        | 30 agosto 1977    | 1934                |
| 7  | La bambola insanguinata        | Tito A. Spagnol       | 27 settembre 1977 | 1935                |
| 8  | Il mistero dell'idrovolante    | Franco Vailati        | 25 ottobre 1977   | 1933                |
| 9  | La gatta persiana              | Alessandro Varaldo    | 29 novembre 1977  | 1953                |
| 10 | Nessuno è colpevole            | Giorgio Scerbanenco   | 21 dicembre 1977  | 1941                |
| 11 | La valle del pianto grigio     | Vasco Mariotti        | 21 gennaio 1978   | 1935                |
| 12 | Qualcuno ha bussato alla porta | Ezio D'Errico         | 28 febbraio 1978  | 1936                |
| 13 | Tre soldi e la donna di classe | Giuseppe Ciabattini   | 28 marzo 1978     | 1956                |
| 14 | Villa reale residence          | Enzo Russo            | 25 aprile 1978    | 1978                |
| 15 | Tempo di massacro              | Franco Enna           | 30 maggio 1978    | 1955                |